# 598 أوكتافيا
اوكتافيا (Octavia) هو كويكب يدور حول الشمس رقمه 598، تم اكتشافه من قبل عالم الفلك ماكس ولف من مرصد هايدلبرغ وكان ذلك في 13 أبريل من عام 1906 في ألمانيا.